# Conde de Vila de Pangim
Conde de Vila de Pangim, por vezes simplificado em Conde de Pangim, é um título nobiliárquico criado por D. Miguel I de Portugal, por Decreto de 29 de Setembro de 1829, em favor de D. Maria Leonor Teresa da Câmara.
Titulares
1. D. Maria Leonor Teresa da Câmara (1 de Novembro de 1815 - 4 de Fevereiro de 1894), 1.ª Condessa de Vila de Pangimm casada, a 25 de Setembro de 1830, no Palácio da Rua Direita da Junqueira, freguesia de Nossa Senhora da Ajuda, em Lisboa, com a Manuel Guedes da Silva da Fonseca de Meireles de Carvalho (17 de Setembro de 1802 -  13 de Março de 1870), fidalgo da Casa Real. senhor da Casa da Aveleda, em Penafiel, coronel do Regimento de Milícias miguelistas da mesma cidade[3] e que, no mesmo ano, pede para que seja concedido este citado título nobiliárquico[4].